# Milán-San Remo 1926
La Milán-San Remo 1926 fue la 19.ª edición de la Milán-San Remo. La carrera se disputó el 15 de abril de 1926. El vencedor final el italiano Costante Girardengo, que de esta manera conseguía su quinta victoria en esta carrera.

## Clasificación final
| Posición | Ciclista            | Equipo          | Tiempo     |
| -------- | ------------------- | --------------- | ---------- |
| 1        | Costante Girardengo | Wolsit-Pirelli  | 9h 48' 00" |
| 2        | Nello Ciaccheri     | Legnano-Pirelli | + 6' 40"   |
| 3        | Egidio Picchiottino | Alcyon-Dunlop   | + 11' 15"  |
| 4        | Gaetano Belloni     | Wolsit-Pirelli  | + 12' 45"  |
| 5        | Arturo Bresciani    | Olympia-Dunlop  | + 17' 30"  |
| 6        | Ermanno Vallazza    | Legnano-Pirelli | + 18' 30"  |
| 7        | Giuseppe Pancera    | Olympia-Dunlop  | + 18' 35"  |
| 8        | Marcel Huot         | Maino           | + 21' 00"  |
| 9        | Romain Bellenger    | Alcyon-Dunlop   | + 22' 30"  |
| 10       | Secondo Martinetto  | Méteore-Wolber  | + 30' 00"  |